# Isabelle Dinoire
Isabelle Christiane Dinoire, née le 3 février 1967 à Maubeuge et morte le 22 avril 2016 à Amiens, est une femme française connue pour avoir été la première personne receveuse d'une transplantation partielle du visage, après avoir été défigurée par son chien, en mai 2005.
Elle a subi une opération de 15 heures, en novembre 2005, pendant laquelle les chirurgiens ont transplanté le nez, les lèvres et le menton d'une donneuse en état de coma dépassé, au CHU d'Amiens.
Elle est morte à l'âge de 49 ans, en avril 2016. Sa mort a été annoncée plus de quatre mois plus tard, en septembre 2016.

## Vie personnelle
Isabelle Dinoire, mère de deux enfants, a vécu à Valenciennes, dans le nord de la France. Selon Le Times, elle avait signé un contrat avec le créateur de documentaire anglais Michael Hughes avant l'opération.

## Mutilation
Le chien d'Isabelle Dinoire détruit son visage alors qu'elle est sous l'emprise de somnifères. D'après certains rapports faits à la suite de la chirurgie initiale, sa fille aurait dit que le Labrador croisé Beauceron prénommé Tania avait « frénétiquement » essayé d'éveiller Isabelle Dinoire après qu'elle eut pris des somnifères pour une tentative de suicide. Isabelle Dinoire aurait fait état de ses pulsions suicidaires dans son propre journal intime, ce que l'hôpital a nié, disant qu'elle avait déclaré avoir pris une pilule pour aller dormir après une dispute familiale et avoir été mordue par son labrador au cours de la nuit.
Dans une déclaration faite le 6 février 2006, elle déclare qu'« après une semaine exaspérante et de nombreux problèmes personnels, j'ai pris quelques cachets pour oublier… Je me suis évanouie et suis tombée sur le sol en heurtant un bout de meuble ».
La fille d'Isabelle Dinoire déclare que la famille est sûre que le chien, qui a été euthanasié, a mutilé Isabelle par accident. La famille pense que l'accident est arrivé quand le chien, la trouvant inconsciente, l'a secouée, de plus en plus fort, en grattant et écorchant son visage,. Isabelle a eu « le cœur brisé » quand Tania a été euthanasiée et a conservé une image du chien au chevet de son lit d'hôpital ; plus tard, elle adopte un autre chien pour aider à son rétablissement après ses interventions chirurgicales.
Les parties blessées étaient le nez, les lèvres, le menton et les joues. Elle portait un masque chirurgical pour couvrir les blessures sur la partie inférieure de son visage ; le haut du visage n'ayant pas été affecté.

### Polémique
Médecins et médias ont débattu sur le fait que le donneur comme le receveur ont tenté de se suicider, des rapports indiquant que la donneuse s'était pendue. La famille de la donneuse a déclaré au directeur funéraire qui s'est occupé d'elle que c'était accidentel. Un journal français local fait état du fait que la fille d'Isabelle Dinoire a déclaré que sa mère avait tenté de se suicider. Cependant, le Pr Dubernard déclare que la receveuse n'avait pas essayé de se tuer. Le député de la Somme, Olivier Jardé, chirurgien orthopédique au CHU d'Amiens, membre de indique, quant à lui, qu'aussi bien la donneuse que la receveuse avaient voulu se donner la mort. Le Sunday Times, un journal anglais, rapporte que Mme Dinoire avait dit dans un entretien téléphonique avoir tenté de se suicider. 
Dans ses mémoires de 2007, Isabelle Dinoire a écrit que la donneuse s'était donné la mort et qu'elle ne s'en sentait que plus proche, dans un sentiment de « communion » avec elle.
[incompréhensible]

## Transplantation partielle de visage
La première chirurgie de transplantation partielle de visage sur un humain vivant est effectuée sur Isabelle Dinoire, le 27 novembre 2005, par le Pr Bernard Devauchelle, assisté du Pr Jean-Michel Dubernard et du Pr Benoît Lengelé, au Centre hospitalier Universitaire Nord d'Amiens, en France. Un triangle de tissu du visage, incluant le nez et les lèvres, est prélevé sur une femme donneuse en état de mort cérébrale, et greffé sur la patiente[réf. nécessaire]. « Ailleurs des médecins avaient déjà procédé à des transplantations de cuir chevelu et d'oreilles. En revanche, c'est une première s'agissant d'une greffe de la bouche ou du nez. Selon les experts, la bouche et le nez sont les parties du visage les plus difficiles à transplanter. » Des cellules de moelle osseuse sont données à Mme Dinoire pour prévenir de possibles rejets des tissus.

## Convalescence
En 2009, les chirurgiens rapportent que Mme Dinoire se rétablit correctement. Exactement un an après la transplantation, Isabelle indique qu'elle peut à nouveau sourire. Le 28 novembre 2006, le Pr Bernard Devauchelle déclare qu'au cours de l'année écoulée les cicatrices de sa patiente sont devenues beaucoup moins visibles.
Son apparence a changé : alors que son visage originel avait un large nez incliné, un menton proéminent et des lèvres fines, la donneuse lui a donné un nez droit et allongé, un plus petit menton et des lèvres pleines. En 2008, la patiente admet lors d'une entrevue qu'elle lutte parfois pour accepter la nouvelle apparence de son visage, elle aurait espéré davantage se retrouver elle-même : « Cela prend un temps affreux pour s'habituer au visage de quelqu'un d'autre ».
Dans la même entrevue, elle admet avoir retrouvé de pleines sensations avec son nouveau visage.
Le 28 novembre 2006, L'Associated Press publie une photo d'Isabelle, un an après l'opération. Le 2 décembre 2006, le journal français Le Monde, sur son site Internet, explique que l'Associated Press avait retiré la photo parce que « les cheveux d'Isabelle Dinoire et l'arrière-plan de l'image ont été modifiés par sa source ».[citation nécessaire][pas clair]
Pour le second anniversaire de l'opération, les médecins publient un article dans le New England Journal of Medicine détaillant l'opération et la convalescence. À cause des complications, d'une défaillance des reins et deux épisodes de rejet des tissus (l'un après un mois et l'autre après un an), soignés par des médicaments[citation nécessaire], Isabelle Dinoire doit prendre des drogues pour le reste de sa vie. Un médecin de Boston déclare que si elle arrêtait son traitement, la greffe tournerait au « désastre », avec des ulcérations irréversibles du visage. Une partie du bilan pré-opératoire incluait une évaluation psychologique pour déterminer si elle serait capable d'assumer son traitement et de supporter l'idée d'avoir le visage d'une personne morte greffé sur son visage défiguré.

## Maladie et mort
Isabelle Dinoire meurt d'un cancer à Amiens en avril 2016. Sa mort n'est annoncée qu'en septembre 2016, pour respecter la vie privée de sa famille d'après les déclarations officielles de l'hôpital. D'après Le Figaro, Mme Dinoire a rejeté sa greffe en 2015, et « perdu une partie de l'usage de ses lèvres ». Il n'existe pas de certitude quant au lien possible entre les deux cancers qu'elle a développés et l'usage de médicaments anti-rejet,,.

## Images
- Preoperative, premauling image of Isabelle Dinoire
- Post-mauling, pre-transplant image of Isabelle Dinoire
- Immediately postoperative image of Isabelle Diniore compared with one year later